# 第2屆「勁歌王」全球華人樂壇音樂盛典獲獎名單
第2屆「勁歌王」全球華人樂壇音樂盛典於2005年5月22日在中華人民共和國廣東省天河體育館舉行。
頒獎禮現場謄稿見此。以下為第2屆「勁歌王」得獎名單：

## 歌手獎項

### 勁歌王上王
- 許冠傑

### 勁歌王
- 陳奕迅

### 勁歌后
- 容祖兒

### 最佳男歌手/女歌手/組合
| 最佳男歌手/女歌手/組合得獎名單 | 最佳男歌手/女歌手/組合得獎名單 | 最佳男歌手/女歌手/組合得獎名單 | 最佳男歌手/女歌手/組合得獎名單 |
| 地區                           | 最佳男歌手                     | 最佳女歌手                     | 最佳組合                       |
| ------------------------------ | ------------------------------ | ------------------------------ | ------------------------------ |
| 香港區                         | 古巨基                         | 梁詠琪                         | Twins                          |
| 台灣區                         | 阿杜                           | 孫燕姿                         | S.H.E                          |
| 內地區                         | 胡彥斌                         | 陳琳                           | 花兒樂隊                       |

## 歌曲獎項

### 勁歌王至尊金曲獎
- 《世上只有》——容祖兒

### 勁歌王影視金曲獎
- 《紅顏》——胡彥斌

### 勁歌K歌金曲
- 《愛與誠》——古巨基

### 最受歡迎合唱歌
- 刻不容緩 - 李克勤、容祖兒

### 最受歡迎廣告歌
- 《廚師推介》——戴夢夢

### 國語金曲獎
- 花兒樂隊《剛剛好》
- 陳琳《13131》
- 孫燕姿《我的愛》
- 羅志祥《機器娃娃》
- 胡彥斌《WATING FOR YOU》
- 阿杜《一首情歌》
- 林俊傑《江南》
- 謝霆鋒《黃種人》
- 房祖名《最動聽》
- 關心妍《終點》

### 粵語金曲獎
- 梁詠琪《北極光》
- 楊千嬅《小城大事》
- 何韻詩《如無意外》
- 關心妍《無痛失戀》
- BOY'Z《手足》
- 容祖兒《世上只有》
- 陳奕迅《夕陽無限好》
- 古巨基《愛與誠》
- Twins《士多啤梨蘋果橙》
- 薛凱琪《奇洛李維斯回信》

## 專輯獎項

### 最暢銷唱片大獎
- 《Give Love A Break》── 容祖兒

## 個人獎項

### 最具觀賞性MTV獎
- 梁洛施《晚晚乖》

### 傳媒大獎
- 古巨基（男）
- 容祖兒（女）
- Twins（組合）

### 最佳舞台演繹獎
- 鄭希怡
- 鄧穎芝

### 至爆演唱會
- Twins《零四好玩演唱會》

### 勁歌王全能藝人獎
- 羅志祥

## 傑出青年歌手獎

### 台灣傑出青年歌手獎
- 羅志祥

### 香港傑出青年歌手獎
- 關心妍

### 內地傑出青年歌手獎
- 胡彥斌

## 網絡人氣獎項

### 網絡人氣男歌手
- 林俊傑
- 范振峰
- 吳浩康

### 網絡人氣女歌手
- 鄭希怡
- 魏雪漫
- 戴夢夢

### 網路人氣組合
- Cream
- BOY'Z
- FIR

## 創作人獎項

### 勁歌作曲王
- 伍樂城

### 勁歌作詞王
- 黃偉文

### 勁歌編曲王
- 伍樂城

### 勁歌唱作人王
- 梁詠琪
- 許巍
- 林俊傑

## 新人獎項

### 最佳男新人獎
- 劉浩龍
- 房祖名
- 周國賢
- 羅志祥
- 黃閱
- 東來東往
- 華少翌

### 最佳女新人獎
- 薛凱琪
- 鄧穎芝
- 梁洛施
- 王心凌
- 藍沁
- 夢潔
- 胡芳芳

### 最佳新人組合
- Cream
- FIR
- 女生宿舍

### 勁歌王創作新人
- 張繼聰
- VOX